# Sentiropsis vietnamensis
Sentiropsis vietnamensis is een eenoogkreeftjessoort uit de familie van de Pseudotachidiidae. De wetenschappelijke naam van de soort is voor het eerst geldig gepubliceerd in 2009 door Gómez & Chertoprud.